# Ngoudiane
Ngoudiane ist eine Gemeinde (commune) im Département Thiès der Region Thiès, gelegen im zentralen Westen Senegals. Sie besteht aus dem namensgebenden Hauptort (chef-lieu) sowie weiteren Dörfern (villages) und Weilern (hameaux).

## Geographische Lage
Ngoudiane liegt im Erdnussbecken Senegals, 21 Kilometer südöstlich der Regional- und Départementspräfektur Thiès und 76 Kilometer östlich von Dakar. Das Gemeindegebiet hat eine Fläche von 82,46 km². Benachbarte Kommunen sind im Uhrzeigersinn Notto im Westen, Thiénaba im Norden, Ndiéyène Sirah im Osten und im Süden Fissel, Ndiaganiao und Tassette.

## Geschichte
Das Dorf Ngoudiane war seit 1972 Hauptort einer Landgemeinde (communauté rurale). Im Jahr 2014 erhielt Ngoudiane, wie in Senegal alle communautés rurales, den landesweit einheitlichen Status einer Gemeinde (commune).

## Bevölkerung
Die letzten Volkszählungen ergaben jeweils folgende Einwohnerzahlen:
| Jahr | Einwohner |
| ---- | --------- |
| 2002 | 21.126    |
| 2013 | 24.677    |
| 2023 | 33.350    |

## Verkehr
Der Hauptort Ngoudiane liegt vier Kilometer südlich der Nationalstraße N 3 an einer asphaltierten Stichstraße mit viel Schwerlastverkehr, der die großen Basaltsteinbrüche südlich des Hauptortes bedient. Eine sechs Kilometer lange geschotterte Piste führt nach Nordosten und verbindet Ngoudiane mit der Stadt Khombole.